# Drosophila trilimbata
Drosophila trilimbata este o specie de muște din genul Drosophila, familia Drosophilidae, descrisă de Mario Bezzi în anul 1928.
Este endemică în Fiji. Conform Catalogue of Life specia Drosophila trilimbata nu are subspecii cunoscute.